# Liste des choix de repêchages des Penguins de Pittsburgh
Cette liste contient tous les joueurs de hockey sur glace ayant été repêchés par les Penguins de Pittsburgh, franchise de la Ligue nationale de hockey. Les joueurs listés ci-dessus n'ont pas obligatoirement joué un match sous le maillot de l'équipe.
Elle regroupe les joueurs depuis le Repêchage de 1967 organisé par la LNH en 1967-1968, lors de la première saison des Penguins, jusqu'à aujourd'hui,. Les joueurs sont classés par année de repêchage. Les deux premières colonnes donnent le rang et le tour duquel le joueur a été repêché suivis de son nom, de sa nationalité et de sa position de jeu.

## Les repêchages amateurs

### 1967
| No | Tour | Nom        | Nationalité | Position       |
| -- | ---- | ---------- | ----------- | -------------- |
| 2  | 1er  | Steve Rexe | Canada      | Gardien de but |
| 11 | 1er  | Bob Smith  | Canada      | Centre         |

### 1968
| No | Tour | Nom          | Nationalité | Position     |
| -- | ---- | ------------ | ----------- | ------------ |
| 4  | 1er  | Garry Swain  | Canada      | Centre       |
| 14 | 2e   | Ron Snell    | Canada      | Ailier droit |
| 21 | 3e   | Dave Simpson | Canada      | Défenseur    |

### 1969
| No | Tour | Nom           | Nationalité | Position       |
| -- | ---- | ------------- | ----------- | -------------- |
| 15 | 2e   | Rick Kessell  | Canada      | Centre         |
| 26 | 3e   | Michel Brière | Canada      | Centre         |
| 38 | 4e   | Yvon Labre    | Canada      | Défenseur      |
| 50 | 5e   | Ed Patenaude  | Canada      | Ailier droit   |
| 62 | 6e   | Paul Hoganson | Canada      | Gardien de but |

### 1970
| No  | Tour | Nom            | Nationalité | Position       |
| --- | ---- | -------------- | ----------- | -------------- |
| 7   | 1er  | Greg Polis     | Canada      | Ailier droit   |
| 21  | 2e   | John Stewart   | Canada      | Ailier gauche  |
| 35  | 3e   | Larry Bignell  | Canada      | Défenseur      |
| 49  | 4e   | Connie Forey   | Canada      | Ailier gauche  |
| 63  | 5e   | Steve Cardwell | Canada      | Ailier gauche  |
| 77  | 6e   | Bob Fitchner   | Canada      | Centre         |
| 90  | 7e   | Jim Pearson    | Canada      | Défenseur      |
| 102 | 8e   | Cam Newton     | Canada      | Gardien de but |
| 110 | 9e   | Ron Lemieux    | Canada      | Défenseur      |

### 1971
| No | Tour | Nom            | Nationalité | Position      |
| -- | ---- | -------------- | ----------- | ------------- |
| 18 | 2e   | Brian McKenzie | Canada      | Ailier gauche |
| 32 | 3e   | Joe Noris      | États-Unis  | Centre        |
| 46 | 4e   | Gerry Methe    | Canada      | Défenseur     |
| 60 | 5e   | Dave Murphy    | Canada      | Centre        |
| 74 | 6e   | Ian Williams   | États-Unis  | Ailier droit  |
| 88 | 7e   | Doug Elliott   | Canada      | Défenseur     |

### 1972
| No  | Tour | Nom             | Nationalité | Position       |
| --- | ---- | --------------- | ----------- | -------------- |
| 24  | 2e   | Jack Lynch      | Canada      | Défenseur      |
| 30  | 2e   | Bernie Lukowich | Canada      | Ailier droit   |
| 40  | 3e   | Denis Herron    | Canada      | Gardien de but |
| 56  | 4e   | Ron Lalonde     | Canada      | Centre         |
| 72  | 5e   | Brian Walker    | Canada      | Ailier droit   |
| 88  | 6e   | Jeff Ablett     | Canada      | Ailier gauche  |
| 104 | 7e   | D'Arcy Keating  | Canada      | Ailier droit   |
| 120 | 8e   | Yves Bergeron   | Canada      | Ailier droit   |
| 136 | 9e   | Jay Babcock     | Canada      | Ailier gauche  |
| 149 | 10e  | Don Atchison    | Canada      | Gardien de but |

### 1973
| No  | Tour | Nom              | Nationalité | Position      |
| --- | ---- | ---------------- | ----------- | ------------- |
| 7   | 1er  | Blaine Stoughton | Canada      | Ailier gauche |
| 23  | 2e   | Wayne Bianchin   | Canada      | Ailier droit  |
| 27  | 2e   | Colin Campbell   | Canada      | Défenseur     |
| 55  | 4e   | Dennis Owchar    | Canada      | Défenseur     |
| 71  | 5e   | Guido Tenesi     | États-Unis  | Défenseur     |
| 87  | 6e   | Don Seiling      | Canada      | Attaquant     |
| 103 | 7e   | Terry Ewasiuk    | Canada      | Ailier gauche |
| 119 | 8e   | Fred Comrie      | Canada      | Centre        |
| 134 | 9e   | Gord Lane        | Canada      | Défenseur     |
| 150 | 10e  | Randy Aimoe      | Canada      | Défenseur     |
| 164 | 11e  | Don McLeod       | Canada      | Centre        |

### 1974
| No  | Tour | Nom               | Nationalité | Position       |
| --- | ---- | ----------------- | ----------- | -------------- |
| 8   | 1er  | Pierre Larouche   | Canada      | Centre         |
| 27  | 2e   | Jacques Cossette  | Canada      | Ailier droit   |
| 62  | 4e   | Mario Faubert     | Canada      | Défenseur      |
| 80  | 5e   | Bruce Aberhart    | Canada      | Gardien de but |
| 98  | 6e   | William Schneider | États-Unis  | Ailier gauche  |
| 116 | 7e   | Rob Laird         | Canada      | Ailier gauche  |
| 133 | 8e   | Larry Finck       | Canada      | Défenseur      |
| 150 | 9e   | Jim Chicoyne      | Canada      | Défenseur      |
| 166 | 10e  | Rick Uhrich       | Canada      | Ailier droit   |
| 181 | 11e  | Serge Gamelin     | Canada      | Ailier gauche  |
| 195 | 12e  | Rich Perron       | Canada      | Défenseur      |
| 206 | 13e  | Rick Hindmarch    | Canada      | Attaquant      |
| 216 | 14e  | Bill Davis        | Canada      | Défenseur      |
| 223 | 15e  | James Mathers     | États-Unis  | Défenseur      |

### 1975
| No  | Tour | Nom                 | Nationalité | Position       |
| --- | ---- | ------------------- | ----------- | -------------- |
| 13  | 1er  | Gordie Laxton       | Canada      | Gardien de but |
| 31  | 2e   | Russ Anderson       | États-Unis  | Défenseur      |
| 49  | 3e   | Paul Baxter         | Canada      | Défenseur      |
| 67  | 4e   | Stu Younger         | Canada      | Ailier gauche  |
| 85  | 5e   | Kim Clackson        | Canada      | Défenseur      |
| 103 | 6e   | Peter Morris        | Canada      | Ailier gauche  |
| 121 | 7e   | Mike Will           | Canada      | Centre         |
| 139 | 8e   | Tapio Levo          | Finlande    | Défenseur      |
| 155 | 9e   | Byron Shutt         | Canada      | Ailier gauche  |
| 170 | 10e  | Frank Salive        | Canada      | Gardien de but |
| 185 | 11e  | John Glynne         | États-Unis  | Défenseur      |
| 196 | 12e  | Lex Hudson          | Canada      | Défenseur      |
| 202 | 13e  | Dan Tsubouchi       | Canada      | Ailier droit   |
| 206 | 14e  | Bronisla Stankovsky | États-Unis  | Ailier gauche  |
| 217 | 16e  | Kelly Secord        | Canada      | Ailier droit   |

### 1976
| No  | Tour | Nom             | Nationalité | Position       |
| --- | ---- | --------------- | ----------- | -------------- |
| 2   | 1er  | Blair Chapman   | Canada      | Ailier droit   |
| 19  | 2e   | Greg Malone     | Canada      | Centre         |
| 29  | 2e   | Peter Marsh     | Canada      | Ailier droit   |
| 47  | 3e   | Morris Lukowich | Canada      | Ailier gauche  |
| 65  | 4e   | Greg Redquest   | Canada      | Gardien de but |
| 83  | 5e   | Brendan Lowe    | Canada      | Défenseur      |
| 101 | 6e   | Vic Sirko       | Canada      | Défenseur      |

### 1977
| No  | Tour | Nom          | Nationalité | Position       |
| --- | ---- | ------------ | ----------- | -------------- |
| 30  | 2e   | Jim Hamilton | Canada      | Ailier droit   |
| 48  | 3e   | Kim Davis    | Canada      | Centre         |
| 66  | 4e   | Mark Johnson | États-Unis  | Centre         |
| 102 | 6e   | Greg Millen  | Canada      | Gardien de but |

### 1978
| No | Tour | Nom            | Nationalité | Position      |
| -- | ---- | -------------- | ----------- | ------------- |
| 25 | 2e   | Mike Meeker    | Canada      | Ailier droit  |
| 61 | 4e   | Shane Pearsall | Canada      | Ailier gauche |
| 75 | 5e   | Rob Garner     | Canada      | Centre        |

## Repêchages d'entrée

### 1979
| No  | Tour | Nom           | Nationalité | Position       |
| --- | ---- | ------------- | ----------- | -------------- |
| 31  | 2e   | Paul Marshall | Canada      | Ailier gauche  |
| 52  | 3e   | Bennett Wolf  | Canada      | Défenseur      |
| 73  | 4e   | Brian Cross   | Canada      | Défenseur      |
| 94  | 5e   | Nick Ricci    | Canada      | Gardien de but |
| 115 | 6e   | Marc Chorney  | Canada      | Défenseur      |

### 1980
| No  | Tour | Nom            | Nationalité | Position      |
| --- | ---- | -------------- | ----------- | ------------- |
| 9   | 1er  | Mike Bullard   | Canada      | Centre        |
| 51  | 3e   | Randy Boyd     | Canada      | Défenseur     |
| 72  | 4e   | Tony Feltrin   | Canada      | Défenseur     |
| 93  | 5e   | Doug Shedden   | Canada      | Centre        |
| 114 | 6e   | Pat Graham     | Canada      | Ailier gauche |
| 156 | 8e   | Rob Geale      | Canada      | Centre        |
| 177 | 9e   | Brian Lundberg | Canada      | Défenseur     |
| 198 | 10e  | Steve McKenzie | Canada      | Défenseur     |

### 1981
| No  | Tour | Nom             | Nationalité | Position      |
| --- | ---- | --------------- | ----------- | ------------- |
| 28  | 2e   | Steve Gatzos    | Canada      | Ailier droit  |
| 49  | 3e   | Tom Thornbury   | Canada      | Ailier droit  |
| 70  | 4e   | Norm Schmidt    | Canada      | Défenseur     |
| 109 | 6e   | Paul Edwards    | Canada      | Défenseur     |
| 112 | 6e   | Rod Buskas      | Canada      | Défenseur     |
| 133 | 7e   | Geoff Wilson    | Canada      | Ailier gauche |
| 154 | 8e   | Mitch Lamoureux | Canada      | Centre        |
| 175 | 9e   | Dean De Fazio   | Canada      | Ailier gauche |
| 196 | 10e  | Dave Hannan     | Canada      | Centre        |

### 1982
| No  | Tour | Nom            | Nationalité | Position       |
| --- | ---- | -------------- | ----------- | -------------- |
| 10  | 1er  | Rich Sutter    | Canada      | Ailier droit   |
| 38  | 2e   | Tim Hrynewich  | Canada      | Ailier gauche  |
| 52  | 3e   | Troy Loney     | Canada      | Ailier gauche  |
| 94  | 5e   | Grant Sasser   | États-Unis  | Centre         |
| 136 | 7e   | Grant Couture  | Canada      | Défenseur      |
| 157 | 8e   | Peter Derksen  | Canada      | Ailier gauche  |
| 178 | 9e   | Greg Gravel    | Canada      | Centre         |
| 199 | 10e  | Stu Wenaas     | Canada      | Défenseur      |
| 220 | 11e  | Chris McCauley | Canada      | Centre         |
| 241 | 12e  | Stan Bautch    | États-Unis  | Gardien de but |

### 1983
| No  | Tour | Nom               | Nationalité | Position       |
| --- | ---- | ----------------- | ----------- | -------------- |
| 15  | 1er  | Bob Errey         | Canada      | Ailier gauche  |
| 22  | 2e   | Todd Charlesworth | Canada      | Défenseur      |
| 58  | 3e   | Mike Rowe         | Canada      | Défenseur      |
| 63  | 4e   | Frank Pietrangelo | Canada      | Gardien de but |
| 103 | 6e   | Patrick Emond     | Canada      | Centre         |
| 123 | 7e   | Paul Ames         | États-Unis  | Défenseur      |
| 163 | 9e   | Marty Ketola      | États-Unis  | Ailier droit   |
| 183 | 10e  | Alex Haidy        | Canada      | Ailier droit   |
| 203 | 11e  | Garth Hildebrand  | Canada      | Ailier gauche  |
| 223 | 12e  | Dave Goertz       | Canada      | Défenseur      |

### 1984
| No  | Tour | Nom             | Nationalité | Position      |
| --- | ---- | --------------- | ----------- | ------------- |
| 1   | 1er  | Mario Lemieux   | Canada      | Centre        |
| 9   | 1er  | Doug Bodger     | Canada      | Défenseur     |
| 16  | 1er  | Roger Bélanger  | Canada      | Centre        |
| 64  | 4e   | Mark Teevens    | Canada      | Ailier droit  |
| 85  | 5e   | Arto Javanainen | Finlande    | Ailier droit  |
| 127 | 7e   | Tom Ryan        | États-Unis  | Défenseur     |
| 169 | 9e   | John Del Col    | Canada      | Ailier gauche |
| 189 | 10e  | Steve Hurt      | États-Unis  | Ailier droit  |
| 210 | 11e  | Jim Steen       | États-Unis  | Centre        |
| 230 | 12e  | Mark Ziliotto   | Canada      | Ailier gauche |

### 1985
| No  | Tour | Nom                | Nationalité  | Position       |
| --- | ---- | ------------------ | ------------ | -------------- |
| 2   | 1er  | Craig Simpson      | Canada       | Ailier gauche  |
| 23  | 2e   | Lee Giffin         | Canada       | Ailier droit   |
| 58  | 3e   | Bruce Racine       | Canada       | Gardien de but |
| 86  | 5e   | Steve Gotaas       | Canada       | Centre         |
| 107 | 6e   | Kevin Clemens      | Canada       | Ailier gauche  |
| 114 | 6e   | Stuart-Lee Marston | Canada       | Défenseur      |
| 128 | 7e   | Steve Titus        | Canada       | Gardien de but |
| 149 | 8e   | Paul Stanton       | États-Unis   | Défenseur      |
| 170 | 9e   | Jim Paek           | Corée du Sud | Défenseur      |
| 191 | 10e  | Steve Shaunessy    | États-Unis   | Défenseur      |
| 212 | 11e  | Doug Greschuk      | Canada       | Défenseur      |
| 233 | 12e  | Gregory Choules    | Canada       | Ailier gauche  |

### 1986
| No  | Tour | Nom             | Nationalité | Position      |
| --- | ---- | --------------- | ----------- | ------------- |
| 4   | 1er  | Zarley Zalapski | Canada      | Défenseur     |
| 25  | 2e   | Dave Capuano    | États-Unis  | Ailier gauche |
| 46  | 3e   | Brad Aitken     | Canada      | Ailier gauche |
| 67  | 4e   | Rob Brown       | Canada      | Ailier droit  |
| 88  | 5e   | Sandy Smith     | États-Unis  | Ailier droit  |
| 109 | 6e   | Jeff Daniels    | Canada      | Ailier gauche |
| 130 | 7e   | Doug Hobson     | Canada      | Défenseur     |
| 151 | 8e   | Steve Rohlik    | États-Unis  | Ailier gauche |
| 172 | 9e   | Dave McLlwain   | Canada      | Centre        |
| 193 | 10e  | Kelly Cain      | Canada      | Centre        |
| 214 | 11e  | Stan Drulia     | États-Unis  | Ailier droit  |
| 235 | 12e  | Rob Wilson      | Canada      | Défenseur     |
| 17  | R.S  | Jeff Lamb       | États-Unis  | Centre        |
| 18  | R.S  | Randy Taylor    | Canada      | Défenseur     |

### 1987
| No  | Tour | Nom             | Nationalité     | Position       |
| --- | ---- | --------------- | --------------- | -------------- |
| 5   | 1er  | Chris Joseph    | Canada          | Défenseur      |
| 26  | 2e   | Rick Tabaracci  | Canada          | Gardien de but |
| 47  | 3e   | Jamie Leach     | États-Unis      | Ailier droit   |
| 68  | 4e   | Risto Kurkinen  | Finlande        | Ailier gauche  |
| 89  | 5e   | Jeff Waver      | Canada          | Défenseur      |
| 110 | 6e   | Shawn McEachern | États-Unis      | Ailier gauche  |
| 131 | 7e   | Jim Bodden      | Canada          | Centre         |
| 152 | 8e   | Jiří Kučera     | Tchécoslovaquie | Ailier droit   |
| 173 | 9e   | John MacDougall | États-Unis      | Ailier droit   |
| 194 | 10e  | Daryn McBride   | Canada          | Centre         |
| 215 | 11e  | Mark Carlson    | États-Unis      | Ailier gauche  |
| 236 | 12e  | Åke Lilljebjörn | Suède           | Gardien de but |
| 15  | R.S  | Dan Shea        | États-Unis      | Ailier gauche  |
| 16  | R.S  | John Leonard    | États-Unis      | Défenseur      |

### 1988
| No  | Tour | Nom             | Nationalité | Position      |
| --- | ---- | --------------- | ----------- | ------------- |
| 4   | 1er  | Darrin Shannon  | Canada      | Ailier gauche |
| 25  | 2e   | Mark Major      | Canada      | Ailier gauche |
| 62  | 3e   | Daniel Gauthier | Canada      | Ailier gauche |
| 67  | 4e   | Mark Recchi     | Canada      | Ailier droit  |
| 88  | 5e   | Greg Andrusak   | Canada      | Défenseur     |
| 130 | 7e   | Troy Mick       | Canada      | Ailier gauche |
| 151 | 8e   | Jeff Blaeser    | États-Unis  | Ailier gauche |
| 172 | 9e   | Rob Gaudreau    | États-Unis  | Centre        |
| 193 | 10e  | Don Pancoe      | Canada      | Ailier gauche |
| 214 | 11e  | Cory Laylin     | États-Unis  | Ailier gauche |
| 235 | 12e  | Darren Stolk    | Canada      | Défenseur     |
| 4   | R.S  | Paul Polillo    | Canada      | Centre        |
| 9   | R.S  | Shawn Lillie    | Canada      | Centre        |

### 1989
| No  | Tour | Nom             | Nationalité | Position     |
| --- | ---- | --------------- | ----------- | ------------ |
| 16  | 1er  | Jamie Heward    | Canada      | Défenseur    |
| 37  | 2e   | Paul Laus       | Canada      | Défenseur    |
| 58  | 3e   | John Brill      | États-Unis  | Ailier droit |
| 79  | 4e   | Todd Nelson     | Canada      | Défenseur    |
| 100 | 5e   | Tom Nevers      | États-Unis  | Centre       |
| 121 | 6e   | Mike Markovich  | États-Unis  | Défenseur    |
| 126 | 6e   | Mike Needham    | Canada      | Ailier droit |
| 142 | 7e   | Pat Schafhauser | États-Unis  | Défenseur    |
| 163 | 8e   | David Shute     | États-Unis  | Centre       |
| 184 | 9e   | Andrew Wolf     | Canada      | Défenseur    |
| 205 | 10e  | Greg Hagen      | États-Unis  | Ailier droit |
| 226 | 11e  | Scott Farrell   | Canada      | Défenseur    |
| 247 | 12e  | Jason Smart     | Canada      | Centre       |
| 21  | R.S  | John DePourcq   | Canada      | Centre       |

### 1990
| No  | Tour | Nom               | Nationalité     | Position       |
| --- | ---- | ----------------- | --------------- | -------------- |
| 5   | 1er  | Jaromír Jágr      | Tchécoslovaquie | Ailier droit   |
| 61  | 3e   | Joe Dziedzic      | États-Unis      | Ailier gauche  |
| 68  | 4e   | Chris Tamer       | États-Unis      | Défenseur      |
| 89  | 5e   | Brian Farrell     | États-Unis      | Centre         |
| 107 | 6e   | Ian Moran         | États-Unis      | Défenseur      |
| 110 | 6e   | Denis Casey       | Canada          | Gardien de but |
| 130 | 7e   | Mika Valila       | Finlande        | Centre         |
| 131 | 7e   | Ken Plaquin       | Canada          | Défenseur      |
| 145 | 7e   | Patrick Neaton    | États-Unis      | Défenseur      |
| 152 | 8e   | Petteri Koskimaki | Finlande        | Centre         |
| 173 | 9e   | Ladislav Karabin  | Tchécoslovaquie | Ailier gauche  |
| 194 | 10e  | Tim Fingerhut     | États-Unis      | Ailier gauche  |
| 215 | 11e  | Michael Thompson  | Canada          | Ailier droit   |
| 236 | 12e  | Brian Bruininks   | États-Unis      | Défenseur      |
| 5   | R.S  | Joe Dragon        | Canada          | Centre         |
| 9   | R.S  | Savo Mitrovic     | Yougoslavie     | Centre         |

### 1991
| No  | Tour | Nom              | Nationalité | Position       |
| --- | ---- | ---------------- | ----------- | -------------- |
| 16  | 1er  | Markus Näslund   | Suède       | Ailier droit   |
| 38  | 2e   | Rusty Fitzgerald | États-Unis  | Centre         |
| 60  | 3e   | Shane Peacock    | Canada      | Défenseur      |
| 82  | 4e   | Joe Tamminen     | États-Unis  | Centre         |
| 104 | 5e   | Rob Melanson     | Canada      | Défenseur      |
| 126 | 6e   | Brian Clifford   | États-Unis  | Centre         |
| 148 | 7e   | Ed Patterson     | Canada      | Ailier droit   |
| 170 | 8e   | Peter McLaughlin | États-Unis  | Défenseur      |
| 192 | 9e   | Jeff Lembke      | États-Unis  | Gardien de but |
| 214 | 10e  | Chris Tok        | États-Unis  | Défenseur      |
| 236 | 11e  | Paul Dyck        | Canada      | Défenseur      |
| 258 | 12e  | Pasi Huura       | Finlande    | Défenseur      |
| 22  | R.S  | Greg Carvel      | États-Unis  | Attaquant      |

### 1992
| No  | Tour | Nom                 | Nationalité     | Position       |
| --- | ---- | ------------------- | --------------- | -------------- |
| 19  | 1er  | Martin Straka       | Tchécoslovaquie | Centre         |
| 43  | 2e   | Marc Hussey         | Canada          | Défenseur      |
| 67  | 3e   | Travis Thiessen     | Canada          | Défenseur      |
| 91  | 4e   | Todd Klassen        | Canada          | Défenseur      |
| 115 | 5e   | Philippe DeRouville | Canada          | Gardien de but |
| 139 | 6e   | Artiom Kopot        | Russie          | Défenseur      |
| 163 | 7e   | Jan Alinc           | Tchécoslovaquie | Ailier gauche  |
| 187 | 8e   | Fran Bussey         | États-Unis      | Centre         |
| 211 | 9e   | Brian Bonin         | États-Unis      | Centre         |
| 235 | 10e  | Brian Callahan      | États-Unis      | Centre         |

### 1993
| No  | Tour | Nom                    | Nationalité | Position       |
| --- | ---- | ---------------------- | ----------- | -------------- |
| 26  | 1er  | Stefan Bergkvist       | Suède       | Défenseur      |
| 52  | 2e   | Domenic Pittis         | Canada      | Centre         |
| 62  | 3e   | David Roche            | Canada      | Ailier gauche  |
| 104 | 4e   | Jonas Andersson-Junkka | Suède       | Défenseur      |
| 130 | 5e   | Chris Kelleher         | États-Unis  | Défenseur      |
| 156 | 6e   | Patrick Lalime         | Canada      | Gardien de but |
| 182 | 7e   | Sean Selmser           | Canada      | Ailier gauche  |
| 208 | 8e   | Larry McMorran         | Canada      | Centre         |
| 234 | 9e   | Tim Harberts           | États-Unis  | Centre         |
| 260 | 10e  | Leonid Toropchenko     | Russie      | Centre         |
| 286 | 11e  | Hans Jonsson           | Suède       | Défenseur      |

### 1994
| No  | Tour | Nom                  | Nationalité  | Position       |
| --- | ---- | -------------------- | ------------ | -------------- |
| 24  | 1er  | Chris Wells          | Canada       | Centre         |
| 50  | 2e   | Richard Park         | Corée du Sud | Ailier droit   |
| 57  | 3e   | Sven Butenschön      | Allemagne    | Défenseur      |
| 73  | 3e   | Greg Crozier         | Canada       | Ailier gauche  |
| 76  | 3e   | Alekseï Krivtchenkov | Russie       | Défenseur      |
| 102 | 4e   | Tom O'Connor         | États-Unis   | Défenseur      |
| 128 | 5e   | Clint Johnson        | États-Unis   | Ailier gauche  |
| 154 | 6e   | Valentin Morozov     | Russie       | Centre         |
| 161 | 7e   | Serge Aubin          | Canada       | Centre         |
| 180 | 7e   | Drew Palmer          | États-Unis   | Défenseur      |
| 206 | 8e   | Boris Zelenko        | Russie       | Ailier gauche  |
| 232 | 9e   | Jason Godbout        | États-Unis   | Défenseur      |
| 258 | 10e  | Mikhaïl Kazakevitch  | Russie       | Centre         |
| 284 | 11e  | Brian Leitza         | États-Unis   | Gardien de but |

### 1995
| No  | Tour | Nom                  | Nationalité        | Position       |
| --- | ---- | -------------------- | ------------------ | -------------- |
| 24  | 1er  | Alekseï Morozov      | Russie             | Ailier droit   |
| 76  | 3e   | Jean-Sébastien Aubin | Canada             | Gardien de but |
| 102 | 4e   | Oleg Belov           | Russie             | Centre         |
| 128 | 5e   | Jan Hrdina           | République tchèque | Centre         |
| 154 | 6e   | Alekseï Kolkounov    | Russie             | Centre         |
| 180 | 7e   | Derrick Pyke         | Canada             | Ailier droit   |
| 206 | 8e   | Sergueï Voronov      | Russie             | Défenseur      |
| 232 | 9e   | Frank Ivankovic      | Canada             | Gardien de but |

### 1996
| No  | Tour | Nom             | Nationalité        | Position       |
| --- | ---- | --------------- | ------------------ | -------------- |
| 23  | 1er  | Craig Hillier   | Canada             | Gardien de but |
| 28  | 2e   | Pavel Skrbek    | République tchèque | Défenseur      |
| 72  | 3e   | Boyd Kane       | Canada             | Ailier gauche  |
| 77  | 3e   | Boris Protsenko | Ukraine            | Ailier droit   |
| 105 | 4e   | Michal Rozsíval | République tchèque | Défenseur      |
| 150 | 6e   | Peter Bergman   | Canada             | Centre         |
| 186 | 7e   | Éric Meloche    | Canada             | Ailier droit   |
| 238 | 9e   | Timo Seikkula   | Finlande           | Centre         |

### 1997
| No  | Tour | Nom               | Nationalité        | Position      |
| --- | ---- | ----------------- | ------------------ | ------------- |
| 17  | 1er  | Róbert Döme       | Slovaquie          | Ailier gauche |
| 44  | 2e   | Brian Gaffaney    | États-Unis         | Défenseur     |
| 71  | 3e   | Josef Melichar    | République tchèque | Défenseur     |
| 97  | 4e   | Alexander Mathieu | Canada             | Centre        |
| 124 | 5e   | Harlan Pratt      | Canada             | Défenseur     |
| 152 | 6e   | Petr Havelka      | République tchèque | Ailier gauche |
| 179 | 7e   | Mark Moore        | Canada             | Défenseur     |
| 208 | 8e   | Andrew Ference    | Canada             | Défenseur     |
| 234 | 9e   | Eric Lind         | États-Unis         | Défenseur     |

### 1998
| No  | Tour | Nom                 | Nationalité        | Position       |
| --- | ---- | ------------------- | ------------------ | -------------- |
| 23  | 1er  | Milan Kraft         | République tchèque | Centre         |
| 54  | 2e   | Aleksandr Zevakhine | Russie             | Ailier droit   |
| 80  | 3e   | David Cameron       | Canada             | Centre         |
| 110 | 4e   | Scott Myers         | Canada             | Gardien de but |
| 134 | 5e   | Rob Scuderi         | États-Unis         | Défenseur      |
| 169 | 6e   | Jan Fadrny          | République tchèque | Centre         |
| 196 | 7e   | Joel Scherban       | Canada             | Centre         |
| 224 | 8e   | Mika Lehto          | Finlande           | Gardien de but |
| 244 | 9e   | Toby Petersen       | États-Unis         | Centre         |
| 254 | 9e   | Matt Hussey         | États-Unis         | Centre         |

### 1999
| No  | Tour | Nom                 | Nationalité | Position       |
| --- | ---- | ------------------- | ----------- | -------------- |
| 18  | 1er  | Kanstantsin Kaltsow | Biélorussie | Ailier gauche  |
| 51  | 2e   | Matt Murley         | États-Unis  | Ailier gauche  |
| 57  | 2e   | Jeremy Van Hoof     | Canada      | Défenseur      |
| 86  | 3e   | Sébastien Caron     | Canada      | Gardien de but |
| 115 | 4e   | Ryan Malone         | États-Unis  | Ailier gauche  |
| 144 | 5e   | Tomáš Škvaridlo     | Slovaquie   | Centre         |
| 157 | 5e   | Vladimir Malenkikh  | Russie      | Défenseur      |
| 176 | 6e   | Doug Meyer          | États-Unis  | Ailier gauche  |
| 204 | 7e   | Tom Kostopoulos     | Canada      | Ailier droit   |
| 233 | 8e   | Darcy Robinson      | Canada      | Défenseur      |
| 261 | 9e   | Andrew McPherson    | Canada      | Ailier gauche  |

### 2000
| No  | Tour | Nom             | Nationalité        | Position       |
| --- | ---- | --------------- | ------------------ | -------------- |
| 18  | 1er  | Brooks Orpik    | États-Unis         | Défenseur      |
| 52  | 2e   | Shane Endicott  | Canada             | Centre         |
| 84  | 3e   | Peter Hamerlík  | Slovaquie          | Gardien de but |
| 124 | 4e   | Michel Ouellet  | Canada             | Ailier droit   |
| 146 | 5e   | David Kočí      | République tchèque | Défenseur      |
| 185 | 6e   | Patrick Foley   | États-Unis         | Ailier gauche  |
| 216 | 7e   | Jim Abbott      | États-Unis         | Ailier gauche  |
| 248 | 8e   | Steven Crampton | Canada             | Ailier droit   |
| 273 | 9e   | Roman Šimíček   | République tchèque | Centre         |
| 280 | 9e   | Nick Boucher    | Canada             | Gardien de but |

### 2001
| No  | Tour | Nom                   | Nationalité        | Position       |
| --- | ---- | --------------------- | ------------------ | -------------- |
| 21  | 1er  | Colby Armstrong       | Canada             | Ailier droit   |
| 54  | 2e   | Noah Welch            | États-Unis         | Défenseur      |
| 86  | 3e   | Drew Fata             | Canada             | Défenseur      |
| 96  | 3e   | Alexandre Rouleau     | Canada             | Défenseur      |
| 120 | 4e   | Tomáš Surový          | Slovaquie          | Ailier gauche  |
| 131 | 4e   | Ben Eaves             | États-Unis         | Centre         |
| 156 | 5e   | Andy Schneider        | États-Unis         | Défenseur      |
| 217 | 7e   | Tomas Duba            | République tchèque | Gardien de but |
| 250 | 8e   | Brandon Crawford-West | États-Unis         | Gardien de but |

### 2002
| No  | Tour | Nom              | Nationalité        | Position       |
| --- | ---- | ---------------- | ------------------ | -------------- |
| 5   | 1er  | Ryan Whitney     | États-Unis         | Défenseur      |
| 35  | 2e   | Ondřej Němec     | République tchèque | Défenseur      |
| 69  | 3e   | Erik Christensen | Canada             | Centre         |
| 101 | 4e   | Daniel Fernholm  | Suède              | Défenseur      |
| 136 | 5e   | Andy Sertich     | États-Unis         | Ailier gauche  |
| 137 | 5e   | Cam Paddock      | Canada             | Centre         |
| 171 | 6e   | Bobby Goepfert   | États-Unis         | Gardien de but |
| 202 | 7e   | Patrik Bärtschi  | Suisse             | Centre         |
| 234 | 8e   | Maxime Talbot    | Canada             | Centre         |
| 239 | 8e   | Ryan Lannon      | États-Unis         | Défenseur      |
| 265 | 9e   | Dwight LaBrosse  | États-Unis         | Gardien de but |

### 2003
| No  | Tour | Nom               | Nationalité        | Position       |
| --- | ---- | ----------------- | ------------------ | -------------- |
| 1   | 1er  | Marc-André Fleury | Canada             | Gardien de but |
| 32  | 2e   | Ryan Stone        | Canada             | Centre         |
| 70  | 3e   | Jonathan Filewich | Canada             | Ailier droit   |
| 73  | 3e   | Daniel Carcillo   | Canada             | Ailier gauche  |
| 121 | 4e   | Paul Bissonnette  | Canada             | Défenseur      |
| 161 | 5e   | Ievgueni Issakov  | Russie             | Ailier gauche  |
| 169 | 6e   | Lukas Bolf        | République tchèque | Défenseur      |
| 199 | 7e   | Andy Chiodo       | Canada             | Gardien de but |
| 229 | 7e   | Stephen Dixon     | Canada             | Centre         |
| 232 | 8e   | Joe Jensen        | États-Unis         | Centre         |
| 263 | 9e   | Matt Moulson      | Canada             | Ailier gauche  |

### 2004
| No  | Tour | Nom                 | Nationalité | Position       |
| --- | ---- | ------------------- | ----------- | -------------- |
| 2   | 1er  | Ievgueni Malkine    | Russie      | Centre         |
| 31  | 2e   | Johannes Salmonsson | Suède       | Ailier gauche  |
| 61  | 2e   | Alex Goligoski      | États-Unis  | Défenseur      |
| 67  | 3e   | Nick Johnson        | Canada      | Ailier droit   |
| 85  | 3e   | Brian Gifford       | États-Unis  | Centre         |
| 99  | 4e   | Tyler Kennedy       | Canada      | Centre         |
| 130 | 5e   | Michal Sersen       | Slovaquie   | Défenseur      |
| 164 | 6e   | Moises Gutierrez    | États-Unis  | Ailier droit   |
| 194 | 7e   | Chris Peluso        | États-Unis  | Défenseur      |
| 222 | 7e   | Jordan Morrison     | Canada      | Centre         |
| 228 | 8e   | David Brown         | Canada      | Gardien de but |
| 259 | 9e   | Brian Ihnacak       | Canada      | Centre         |

### 2005
| No  | Tour | Nom                  | Nationalité | Position     |
| --- | ---- | -------------------- | ----------- | ------------ |
| 1   | 1er  | Sidney Crosby        | Canada      | Centre       |
| 61  | 2e   | Michael Gergen       | États-Unis  | Défenseur    |
| 62  | 3e   | Kristopher Letang    | Canada      | Défenseur    |
| 125 | 4e   | Tommi Leinonen       | Finlande    | Défenseur    |
| 126 | 5e   | Tim Crowder          | Canada      | Ailier droit |
| 194 | 6e   | Jean-Philippe Paquet | Canada      | Défenseur    |
| 195 | 7e   | Joe Vitale           | États-Unis  | Centre       |

### 2006
| No  | Tour | Nom           | Nationalité | Position       |
| --- | ---- | ------------- | ----------- | -------------- |
| 2   | 1er  | Jordan Staal  | Canada      | Centre         |
| 32  | 2e   | Carl Sneep    | États-Unis  | Défenseur      |
| 65  | 3e   | Brian Strait  | États-Unis  | Défenseur      |
| 125 | 5e   | Chad Johnson  | Canada      | Gardien de but |
| 65  | 7e   | Timo Seppänen | Finlande    | Défenseur      |

### 2007
| No  | Tour | Nom                  | Nationalité | Position      |
| --- | ---- | -------------------- | ----------- | ------------- |
| 20  | 1er  | Angelo Esposito      | Canada      | Centre        |
| 51  | 2e   | Keven Veilleux       | Canada      | Centre        |
| 78  | 3e   | Robert Bortuzzo      | Canada      | Défenseur     |
| 80  | 3e   | Casey Pierro-Zabotel | Canada      | Centre        |
| 111 | 4e   | Luca Caputi          | Canada      | Ailier gauche |
| 118 | 4e   | Alex Grant           | Canada      | Défenseur     |
| 141 | 5e   | Jake Muzzin          | Canada      | Défenseur     |
| 171 | 6e   | Dustin Jeffrey       | Canada      | Centre        |

### 2008
| No  | Tour | Nom                   | Nationalité | Position       |
| --- | ---- | --------------------- | ----------- | -------------- |
| 120 | 4e   | Nathan Moon           | Canada      | Centre         |
| 150 | 5e   | Aleksandr Petchourski | Russie      | Gardien de but |
| 180 | 6e   | Patrick Killeen       | Canada      | Gardien de but |
| 210 | 7e   | Nicholas D'Agostino   | Canada      | Défenseur      |

### 2009
| No  | Tour | Nom               | Nationalité | Position     |
| --- | ---- | ----------------- | ----------- | ------------ |
| 30  | 1er  | Simon Després     | Canada      | Défenseur    |
| 61  | 2e   | Philip Samuelsson | Suède       | Défenseur    |
| 63  | 3e   | Ben Hanowski      | États-Unis  | Ailier droit |
| 121 | 4e   | Nick Petersen     | Canada      | Ailier droit |
| 123 | 5e   | Alex Velischek    | Canada      | Défenseur    |
| 151 | 5e   | Andy Bathgate     | Canada      | Centre       |
| 181 | 6e   | Viktor Ekbom      | Suède       | Défenseur    |

### 2010
| No  | Tour | Nom              | Nationalité | Position      |
| --- | ---- | ---------------- | ----------- | ------------- |
| 20  | 1er  | Beau Bennett     | Canada      | Ailier droit  |
| 80  | 3e   | Bryan Rust       | États-Unis  | Ailier droit  |
| 110 | 4e   | Tom Kühnhackl    | Allemagne   | Ailier droit  |
| 140 | 5e   | Kenneth Agostino | Canada      | Ailier gauche |
| 152 | 6e   | Joe Rogalski     | États-Unis  | Défenseur     |
| 170 | 6e   | Reid McNeill     | Canada      | Défenseur     |

### 2011
| No  | Tour | Nom              | Nationalité        | Position     |
| --- | ---- | ---------------- | ------------------ | ------------ |
| 23  | 1er  | Joseph Morrow    | Canada             | Défenseur    |
| 54  | 2e   | Scott Harrington | Canada             | Défenseur    |
| 144 | 5e   | Dominik Uher     | République tchèque | Centre       |
| 174 | 6e   | Josh Archibald   | Canada             | Ailier droit |
| 209 | 7e   | Scott Wilson     | Canada             | Centre       |

### 2012
| No  | Tour | Nom               | Nationalité | Position       |
| --- | ---- | ----------------- | ----------- | -------------- |
| 8   | 1er  | Derrick Pouliot   | Canada      | Défenseur      |
| 22  | 1er  | Olli Määttä       | Finlande    | Défenseur      |
| 52  | 2e   | Theodor Blueger   | États-Unis  | Centre         |
| 81  | 3e   | Oskar Sundqvist   | Suède       | Centre         |
| 83  | 3e   | Matthew Murray    | Canada      | Gardien de but |
| 92  | 4e   | Matia Marcantuoni | Canada      | Ailier droit   |
| 113 | 4e   | Sean Maguire      | Canada      | Gardien de but |
| 143 | 5e   | Clark Seymour     | Canada      | Défenseur      |
| 173 | 6e   | Anton Zlobine     | Russie      | Ailier droit   |

### 2013
| No  | Tour | Nom           | Nationalité | Position       |
| --- | ---- | ------------- | ----------- | -------------- |
| 44  | 2e   | Tristan Jarry | Canada      | Gardien de but |
| 77  | 3e   | Jake Guentzel | États-Unis  | Centre         |
| 119 | 4e   | Ryan Segalla  | États-Unis  | Défenseur      |
| 164 | 6e   | Dane Birks    | Canada      | Défenseur      |
| 179 | 6e   | Blaine Byron  | Canada      | Centre         |
| 209 | 7e   | Troy Josephs  | Canada      | Centre         |

### 2014
| No  | Tour | Nom             | Nationalité | Position     |
| --- | ---- | --------------- | ----------- | ------------ |
| 22  | 1er  | Kasperi Kapanen | Finlande    | Ailier droit |
| 113 | 4e   | Sam Lafferty    | États-Unis  | Centre       |
| 145 | 5e   | Anthony Angello | États-Unis  | Centre       |
| 173 | 6e   | Jaden Lindo     | Canada      | Ailier droit |
| 203 | 7e   | Jeff Taylor     | États-Unis  | Défenseur    |

### 2015
| No  | Tour | Nom              | Nationalité        | Position      |
| --- | ---- | ---------------- | ------------------ | ------------- |
| 46  | 1er  | Daniel Sprong    | Pays-Bas           | Ailier droit  |
| 137 | 5e   | Dominik Simon    | République tchèque | Centre        |
| 167 | 6e   | Frederik Tiffels | Allemagne          | Ailier gauche |
| 197 | 7e   | Nikita Pavlychev | Russie             | Centre        |

### 2016
| No  | Tour | Nom               | Nationalité | Position       |
| --- | ---- | ----------------- | ----------- | -------------- |
| 55  | 2e   | Filip Gustavsson  | Suède       | Gardien de but |
| 61  | 2e   | Kasper Björkqvist | Finlande    | Ailier droit   |
| 77  | 3e   | Connor Hall       | Canada      | Défenseur      |
| 121 | 4e   | Ryan Jones        | États-Unis  | Défenseur      |
| 151 | 5e   | Niclas Almari     | Finlande    | Défenseur      |
| 181 | 6e   | Joe Masonius      | États-Unis  | Défenseur      |

### 2017
| No  | Tour | Nom              | Nationalité | Position      |
| --- | ---- | ---------------- | ----------- | ------------- |
| 51  | 2e   | Zachary Lauzon   | Canada      | Défenseur     |
| 93  | 3e   | Clayton Phillips | États-Unis  | Défenseur     |
| 152 | 5e   | Jan Drozg        | Slovénie    | Ailier gauche |
| 155 | 5e   | Linus Ölund      | Suède       | Centre        |
| 186 | 6e   | Antti Palojärvi  | Finlande    | Défenseur     |
| 217 | 7e   | William Reilly   | Canada      | Défenseur     |

### 2018
| No  | Tour | Nom             | Nationalité | Position  |
| --- | ---- | --------------- | ----------- | --------- |
| 53  | 2e   | Calen Addison   | Canada      | Défenseur |
| 58  | 2e   | Filip Hållander | Suède       | Centre    |
| 129 | 5e   | Justin Almeida  | Canada      | Centre    |
| 177 | 6e   | Liam Gorman     | États-Unis  | Centre    |

### 2019
| No  | Tour | Nom                | Nationalité | Position     |
| --- | ---- | ------------------ | ----------- | ------------ |
| 21  | 1er  | Samuel Poulin      | Canada      | Ailier droit |
| 74  | 3e   | Nathan Légaré      | Canada      | Ailier droit |
| 145 | 5e   | Judd Caulfield     | États-Unis  | Ailier droit |
| 203 | 7e   | Valtteri Puustinen | Finlande    | Ailier droit |
| 225 | 7e   | Santeri Airola     | Finlande    | Défenseur    |

### 2020
| No  | Tour | Nom              | Nationalité | Position       |
| --- | ---- | ---------------- | ----------- | -------------- |
| 52  | 2e   | Joel Blomqvist   | Finlande    | Gardien de but |
| 77  | 3e   | Calle Clang      | Suède       | Gardien de but |
| 108 | 4e   | Lukas Svejkovsky | États-Unis  | Centre         |
| 149 | 5e   | Raivis Ansons    | Lettonie    | Ailier droit   |
| 170 | 6e   | Chase Yoder      | États-Unis  | Centre         |

### 2021
| No  | Tour | Nom             | Nationalité | Position  |
| --- | ---- | --------------- | ----------- | --------- |
| 58  | 2e   | Tristan Broz    | États-Unis  | Centre    |
| 154 | 5e   | Isaac Belliveau | Canada      | Défenseur |
| 194 | 7e   | Ryan McCleary   | Canada      | Défenseur |
| 215 | 7e   | Daniel Laatsch  | États-Unis  | Défenseur |
| 218 | 7e   | Kirill Tankov   | Russie      | Centre    |

### 2022
| No  | Tour | Nom             | Nationalité | Position       |
| --- | ---- | --------------- | ----------- | -------------- |
| 21  | 1er  | Owen Pickering  | Canada      | Défenseur      |
| 118 | 4e   | Sergei Murashov | Russie      | Gardien de but |
| 150 | 5e   | Zam Plante      | États-Unis  | Centre         |
| 167 | 6e   | Nolan Collins   | Canada      | Défenseur      |
| 182 | 6e   | Luke Devlin     | États-Unis  | Centre         |